# Kolodiivka, Cervonoarmiisk
Kolodiivka (în ucraineană Колодіївка) este un sat în comuna Ialînivka din raionul Cervonoarmiisk, regiunea Jîtomîr, Ucraina.

## Demografie
Componența lingvistică a localității Kolodiivka
     Ucraineană (97,69%)
     Rusă (1,39%)
Conform recensământului din 2001, majoritatea populației localității Kolodiivka era vorbitoare de ucraineană (97,69%), existând în minoritate și vorbitori de rusă (1,39%).